# Cantone di Vassy
Il Cantone di Vassy era una divisione amministrativa dell'arrondissement di Vire.
A seguito della riforma approvata con decreto del 17 febbraio 2014, che ha avuto attuazione dopo le elezioni dipartimentali del 2015, è stato soppresso.

## Composizione
Comprendeva i comuni di:
- Bernières-le-Patry
- Burcy
- Chênedollé
- Le Désert
- Estry
- Montchamp
- Pierres
- Presles
- La Rocque
- Rully
- Saint-Charles-de-Percy
- Le Theil-Bocage
- Vassy
- Viessoix